# Сова Іван Васильович
Іва́н Васи́льович Сова́ (19 січня 1976 — 5 вересня 2014) — молодший сержант Збройних сил України. Учасник війни на сході України.

## Життєпис
Народився 1976 року в селі Бригадирівка (Радивилівський район, Рівненська область). Батьки збудували будинок та 1980 року переїхали проживати в село Зарічне. У Козинській школі здобув неповну середню освіту, з 1991 по 1995 рік навчався у Рівненському музичному училищі. Пройшов строкову службу в лавах ЗСУ, у Шепетівці, навідник гранатомета. Одружився, в Здолбунові працював вчителем музики. Подружнє життя не склалося, 2000 року повернувся до Зарічного, забрав паї, з батьками та братом господарював на землі. Пасічникував (після його смерті загинули усі 40 бджолосімей). Учасник Помаранчевої Революції.
18 лютого 2014-го після заклику Євгена Нищука не сидіти вдома зібрався за годину, за 6 годин був на Майдані. Рвався до Криму, записався добровольцем. Аж 8 серпня відправили на полігон в Яворів, медкомісії не проходив, хотіли відразу відіслати додому — не мав 2 пальців на руці.
Старший навідник, 80-та окрема аеромобільна бригада. 28 серпня зупинився під Металістом, де терористи обстріляли з артилерії. Іван між обстрілами встиг привітати маму з днем народження.
5 вересня 2014-го біля міста Щастя загинув у бою з російським диверсійним підрозділом — під час «перемир'я» десантники з боями відходили від Луганського аеропорту. У часі бою з російським диверсійним підрозділом між селами Цвітні Піски й Стукалова Балка 97 українських вояків на 6 БТРах й 2 танках (1 БТР підірвали — не заводився) зайняли кругову оборону, відбиваючи натиск терористів у числі 240—260 чоловік. По тому натрапили засаду на техніці в русі — знали про неї, однак вирішили прориватися. Після прибуття підрозділу під населений пункт Щастя констатували відсутність БТР-80 № 129, поранення зазнали 9 бійців. У бою загинули: прапорщик Анатолій Гаврилюк, сержант Іван Лемещук, молодші сержанти Степан Бродяк та Іван Сова, солдат Руслан Степула. Вважалися зниклими безвісти: старший лейтенант Пилипчук Юрій Юрійович, лейтенант Ігор Петрівський, сержант Олексій Ващук, молодші сержанти Віктор Бражнюк, Гураль Олег Володимирович, старший солдат Володимир Соломчук, солдати Сергій Боднар, Ватаманюк Сергій Миколайович, Іван Воробель, Корнач Сергій Сергійович, Підгайний Микола Йосипович, Роман Симпович, Слободян Едуард Геннадійович, Турчин Михайло Степанович, Микола Федус. Вважаються полоненими капітан Кондрацький Віталій Володимирович, солдати Гринюк Микола Володимирович, Клим'юк Олександр Юрійович.
Загинув у БТРі від пострілу з гранатомета.
Похований у Бригадирівці. Без Івана лишились батьки — Василь Григорович та Ольга Григорівна, брат Олександр, дружина.

## Нагороди та вшанування
- орденом «За мужність» III ступеня (23.5.2015, посмертно)
- в Козинському колегіумі відкрито меморіальну дошку Івану Сові
- Його портрет розміщений на меморіалі «Стіна пам'яті полеглих за Україну» в Києві: секція 4, ряд 1, місце 26
- Вшановується в меморіальному комплексі «Зала пам'яті», в щоденному ранковому церемоніалі 5 вересня[1]